# Особняк Глебовой — Бурышкиных
Особняк Глебовой — Бурышкиных (ошибочно дом Верстовского) — историческое здание в Москве, построенное в начале XIX века. Объект культурного наследия федерального значения. Расположен в Колымажном переулке, дом 4.

## История
Здание построено в 1826—1827 годах по проекту архитектора Ф. М. Шестакова на участке на земле церкви Иоанна Предтечи, стоявшей до 1793 года на углу Колымажного переулка и Волхонки. В 1896 году дом перешёл к купеческой семье Бурышкиных. Последний дореволюционный владелец дома — П. А. Бурышкин — собирал здесь коллекцию «всего, что касалось старой Москвы», намереваясь передать её вместе с домом в городскую собственность. Этим планам не суждено было реализоваться; после революции в здании разместились сперва отделы Народного комиссариата по делам национальностей, после детская библиотека и областная библиотека МОНО; в 1932—1960 годах в особняке размещалось жильё. В 1961 году, после реставрации, в дом перевели часть коллекций ГМИИ имени А. С. Пушкина. Долгое время считалось, что в особняке жил композитор А. Н. Верстовский, однако позднее эта информация была опровергнута. В настоящее время в здании располагается отдел гравюры и рисунка ГМИИ имени А. С. Пушкина.

## Архитектура
Здание является прекрасным образцом московского ампира. Фасад дома лаконичен; аттик с полукруглым окном поддерживают шесть полуколонн коринфского ордера; на втором этаже находится балкон с изящной кованой решёткой (кронштейны были восстановлены при реставрации в 1960-х годах). Нижний этаж рустован. Фасад украшают лепные барельефы. Необычно для своего времени размещение парадного входа по центру главного фасада. Первоначальный фасад здания сохранился с небольшими изменениями, сохранилась планировка. Примечательны и интерьеры здания — в частности, роспись парадной лестницы с египетскими мотивами, содержащая также масонские символы и изображения человеческих фигур в странных позах. Флигель во дворе позднее был перестроен. Сохранившаяся ограда вдоль переулка относится к началу XX века.